# لوئیزا د سانتیس
لوئیزا دِ سانتیس (ایتالیایی: Luisa De Santis؛ ‏۲۰ آوریل ۱۹۴۴) بازیگر و خواننده اهل ایتالیا است. وی دختر کارگردان ایتالیایی جوزپه د سانتیس است.
از فیلم‌ها یا مجموعه‌های تلویزیونی که وی در آن‌ها نقش داشته است، می‌توان به افسون، سپاسگزارم، خاله، پنج روز، آلونسانفان، اتاق پسر و نامه‌هایی به ژولیت اشاره نمود.